# ريتشارد وايت (أستاذ جامعي)
ريتشارد وايت (بالإنجليزية: Richard White) هو مؤرخ أمريكي، ولد في 28 مايو 1947 في بروكلين في الولايات المتحدة.

## وصلات خارجية
- ريتشارد وايت على موقع ديسكوغز (الإنجليزية)